# فور أيه جيمز
شركة فور آيه جيمز (بالإنجليزية: 4A Games)‏ ، هي شركة ألعاب فيديو أوكرانية مقرها في العاصمة الأوكرانية كييف، أسست سنة 2006م، واشتهرت بإصدار لعبتي مترو 2033 ولعبة مترو: آخر الضوء.

## إنتاج ألعاب الفيديو
| السنة       | العنوان         | أنظمة التشغيل | أنظمة التشغيل | أنظمة التشغيل | أنظمة التشغيل | أنظمة التشغيل | أنظمة التشغيل | أنظمة التشغيل |
| السنة       | العنوان         | ويندوز        | ماكنتوش       | لينكس         | إكس360        | إكس ون        | بي إس 3       | بي إس 4       |
| ----------- | --------------- | ------------- | ------------- | ------------- | ------------- | ------------- | ------------- | ------------- |
| 2010        | مترو 2033       | نعم           | لا            | لا            | نعم           | لا            | لا            | لا            |
| 2013        | مترو: لاست لايت | نعم           | نعم           | نعم           | نعم           | لا            | نعم           | لا            |
| تحت الإنشاء | مترو: ريدوكس    | نعم           | لا            | لا            | لا            | نعم           | لا            | نعم           |

## وصلة خارجية
- الموقع الرسمي